# ビッグ・ガールズ・ドント・クライ (ファーギーの曲)
「ビッグ・ガールズ・ドント・クライ」もしくは「ビッグ・ガールズ・ドント・クライ（パーソナル）」は、ポップ/R&B歌手ファーギーが2006年に発表したソロ・デビューアルバム『プリンセス・ファーギー』のためにトビー・ゴッドとファーギーによって製作された楽曲。
この楽曲はアルバムからの4枚目のシングルとして2007年にリリースされ、オーストラリア（9週連続で1位を記録し、2007年のARIA年間チャートでも1位）、アメリカ合衆国など、幾つかの国で第1位を獲得した。2007年7月には、この楽曲をコンサート・フォー・ダイアナとLive Earthでライヴ・パフォーマンスしている。同年8月末には、ファーギにとって3作目となるアメリカ合衆国の総合シングルチャートBillboard Hot 100での1位獲得も果たしている。
2008年2月10日に行われた第50回グラミー賞では、Best Female Pop Vocal Performanceにノミネートされた。その他、米国作曲家作詞家出版者協会(ASCAP)の主催する賞では年間最優秀楽曲を、MTV Video Music Awards Japan 2008ではこの楽曲で最優秀女性アーティストビデオ賞を受賞している。
この楽曲「ビッグ・ガールズ・ドント・クライ」は、ビルボード創業50年を記念して発表されたThe All-Time Hot 100 Top Songsにおいて、89位に選ばれている。